# Blaise de Sébaste
Pour les articles homonymes, voir Saint Blaise.
Blaise de Sébaste (en grec : Άγιος Βλάσιος Agios Vlasios, en arménien : Սուրբ Վլաս Sourp Vlas), est un médecin et évêque (de Sébaste) martyrisé sous Licinius en Arménie en 316, par l'ordre d'Agricola, gouverneur de Cappadoce. Il est considéré comme saint auxiliaire.
On croit selon la tradition que saint Blaise intercède dans les cas de maladies de gorge, surtout quand des arêtes s'y sont enfoncées. La première référence que nous avons de lui figure dans les écrits médicaux d'Aetius Amidenus, qui invoque d'ailleurs son aide dans le traitement des objets enfoncés dans la gorge. Au XIIe siècle, Jean Beleth indique que Blaise est invoqué pour les maux de dents et pour les maladies des animaux.
Blaise est le saint patron de la ville de Dubrovnik (l'ancienne Raguse) (où il est connu comme Sveti Vlaho) : on croit qu'il est apparu dans les airs en 971 afin de prévenir les habitants d'une attaque imminente des Vénitiens. En Russie, saint Vlassiy est le saint patron des troupeaux.
Fête : il est commémoré le 3 février selon le martyrologe romain, et le 11 février pour les églises orthodoxes.

## Histoire
D'après les Actes de saint Blaise, écrits en grec, Blaise, qui avait étudié la philosophie dans sa jeunesse, était un médecin à Sébaste en Arménie, sa ville natale, et il exerçait son art avec une capacité extraordinaire, une grande bonne volonté et de la piété. Quand l'évêque de la ville mourut, l'acclamation de tout le peuple le désigna pour lui succéder. Sa sainteté se manifestait par une foule de miracles : de partout aux environs, les gens venaient à lui pour faire soigner leur âme et leur corps ; les animaux sauvages eux-mêmes venaient en troupeaux pour recevoir sa bénédiction.
En 316, Agricola, gouverneur de Cappadoce et de Petite Arménie, arriva à Sébaste sur ordre de l'empereur Licinius pour mettre à mort les chrétiens et il fit arrêter l'évêque. Comme on le menait en prison, une mère mit à ses pieds son fils unique, qui était en train de mourir par étouffement d'une arête qu'il avait avalée, et l'enfant fut immédiatement guéri. Cependant le gouverneur, incapable de faire renoncer Blaise à sa foi, le fit battre, fit déchirer sa chair avec des peignes en fer et le fit décapiter.
D'après La Légende dorée, après que Blaise fut désigné comme évêque de Sébaste et pour échapper aux persécutions de Dioclétien, le saint gagna une caverne où il vécut en ermite. Assis à l'entrée d'une grotte, les oiseaux lui apportaient sa subsistance, et les animaux s'assemblaient autour de lui pour recevoir sa bénédiction ou pour être guéris lorsqu'ils étaient malades : on le voyait ainsi nourrir un renard, caresser la tête d'un lion ou d'une panthère.
Lors d'une partie de chasse, les soldats du gouverneur local tombèrent sur cette grotte, et virent la foule des animaux autour de Blaise, mais ils n'en purent capturer aucun. Aussi le gouverneur fit-il amener le saint sous bonne escorte. En route, Blaise sauva un enfant mourant qui avait avalé une arête de poisson, et obtint d'un loup qu'il restituât un pourceau qu'il avait ravi à une pauvre veuve. Le gouverneur, ne pouvant obtenir de lui qu'il sacrifiât à ses dieux, le fit jeter en prison.
Là, la veuve lui apporta du pain et la tête de son pourceau, ainsi qu'une chandelle : ceci explique l'utilisation de chandelles dans le culte du saint. Par la suite, le gouverneur le fit torturer à l'aide de peignes de fer qui lacéraient ses chairs, puis ordonna qu'on le jette dans un étang. Mais alors Blaise fit un signe de croix, et la surface de l'étang devint pour lui solide. Le gouverneur le fit alors décapiter. Lors de sa mort, le saint demanda à Dieu que quiconque l'invoquerait pour un mal de gorge ou une autre maladie fût exaucé, et cela lui fut accordé.

## Iconographie

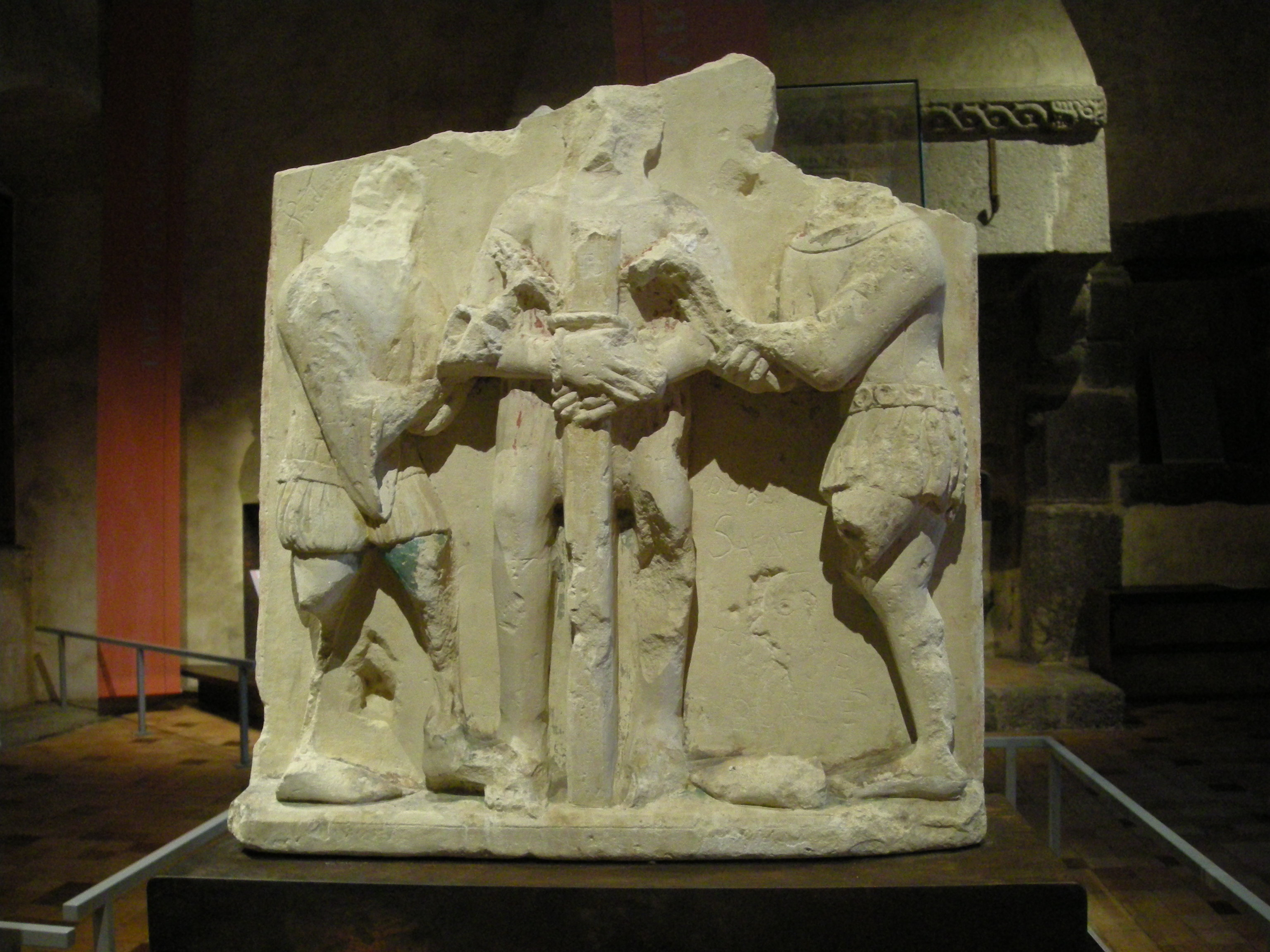
Martyre de saint Blaise (en provenance de la chapelle d'Appeville).

Dans l'iconographie, on montre souvent saint Blaise avec les instruments de son martyre, les peignes en fer. La ressemblance de ces instruments de torture avec les peignes de laine a fait adopter le saint comme patron des cardeurs de laine en particulier et du commerce de la laine en général.
Il peut aussi être représenté avec des bougies car elles lui furent apportées lorsqu'il était en prison. De telles chandelles sont utilisées pour la bénédiction des gorges pendant le jour de sa fête, qui tombe dans l'Église Occidentale le 3 février et dans l'Église orientale le 11 février. On tenait une bougie devant la gorge et on prononçait les mots suivants Per intercessionem Sancti Blasii liberet te Deus a malo gutteris et a quovis alio malo in nomine Patris et Filii et Spiritus Sancti [Par l'intercession de saint Blaise que Dieu te libère de ce mal de gorge et de tout autre mal au nom du Père et du Fils et du Saint Esprit].

## Reliques

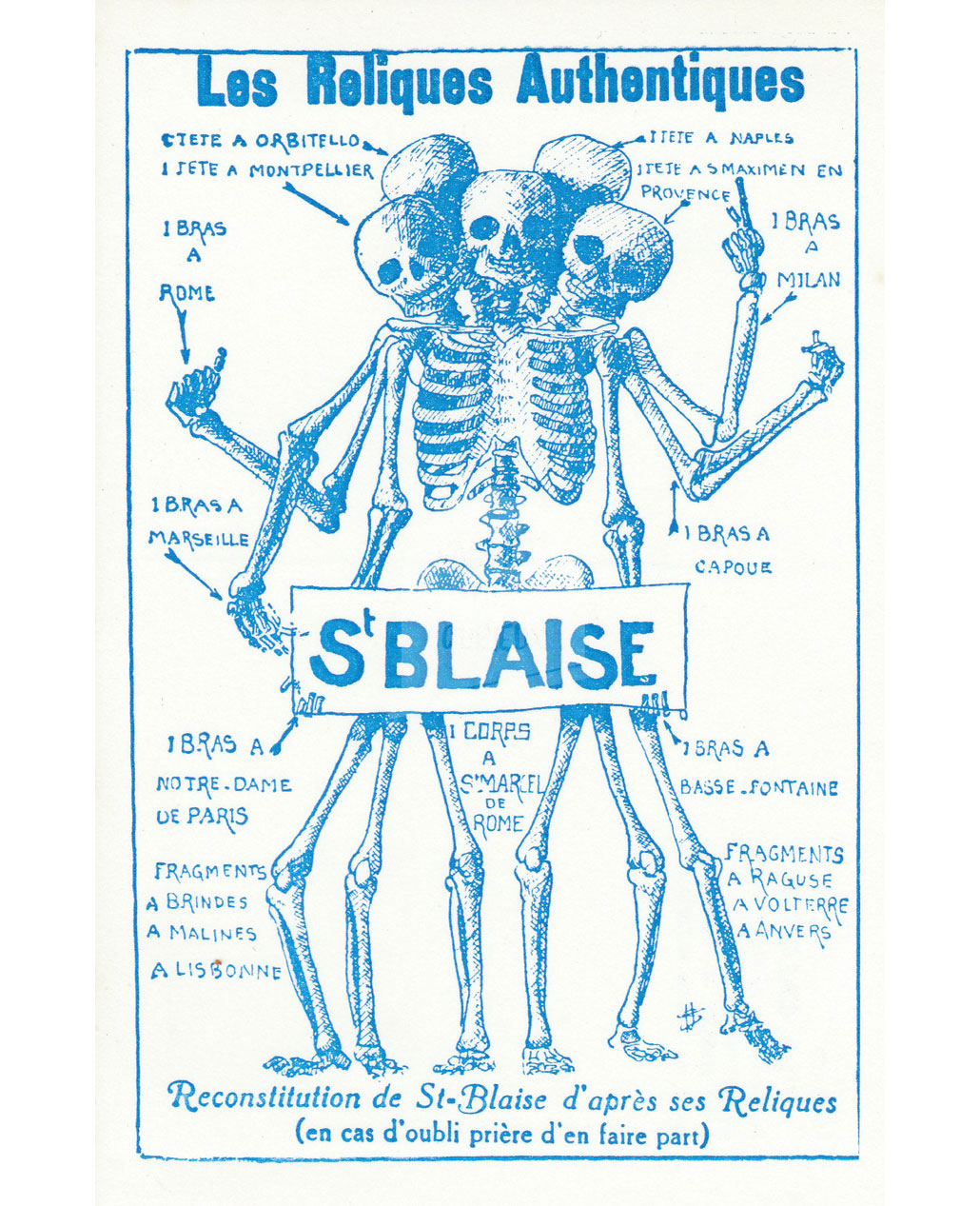
Carte postale Les Reliques authentiques. Éditée par La Calotte.

Les reliques de Blaise ont été décrites par Jacques-Albin-Simon Collin de Plancy dans le livre Dictionnaire critique des reliques et des images miraculeuses : « Nous allons énumérer une très-petite partie des innombrables reliques qui portent le nom de saint Blaise, évêque de Sébaste. »
1°. Son corps est à Maratée au royaume de Naples. Il en sort continuellement une liqueur salutaire qui guérit les paralytiques. Ce même corps est aussi dans l'église de Saint-Marcel à Rome ; ce qui n'empêche pas qu'on en montre des parties considérables dans six autres églises de la même ville, à Brindes, à Raguse, à Volterre, à Anvers, à Malines, à Lisbonne, à Palerme. Plusieurs grands ossements du même saint recevaient un culte à Mende, à Melun, dans deux églises de Paris (Saint-Sauveur et Saint-Jean-en-Grève), à Luxembourg, à Maubeuge, à Cambrai, dans la plupart des abbayes du Hainaut, de l'Artois et de la Flandre, à Tournai, à Gand, à Brages, à Utrecht, dans quinze ou seize églises de Cologne, etc. ; et cependant il parait que le corps de saint Blaise n'eut jamais sorti de Sébeste en Arménie.
2°. Quatre principales têtes de saint Blaise sont à Naples, à Saint-Maximin en Provence, à Montpellier, à Orbitello où elles ont fait des merveilles surprenantes. Une cinquième était et n'est plus à la Sainte-Chapelle à Paris. Nous ne parlons pas des mâchoires qui se montraient à Douai, à Vintimille près de Gènes, à Bourbon-l’Archambaut, et dans une multitude d'églises.
3°. Mais nous citerons huit bras détachés de saint Blaise, le premier à Rome, dans l'église des Saints-Apôtres , le deuxième à Milan, le troisième à Capoue, le quatrième à Notre-Dame de Paris, le cinquième à Compostelle en Galice, le sixième à Dilighem en Brabant, le septième à l’abbaye de Basse-Fontaine près Brienne en Champagne, le huitième à Marseille.
Avec un peu de recherches, on trouverait saint Blaise armé de cent bras, comme le géant de la fable. Les doigts, les dents, les pieds de ce saint volumineux, sont trop dispersés pour que nous puissions entreprendre d'en faire le rassemblement.

## Culte et traditions locales

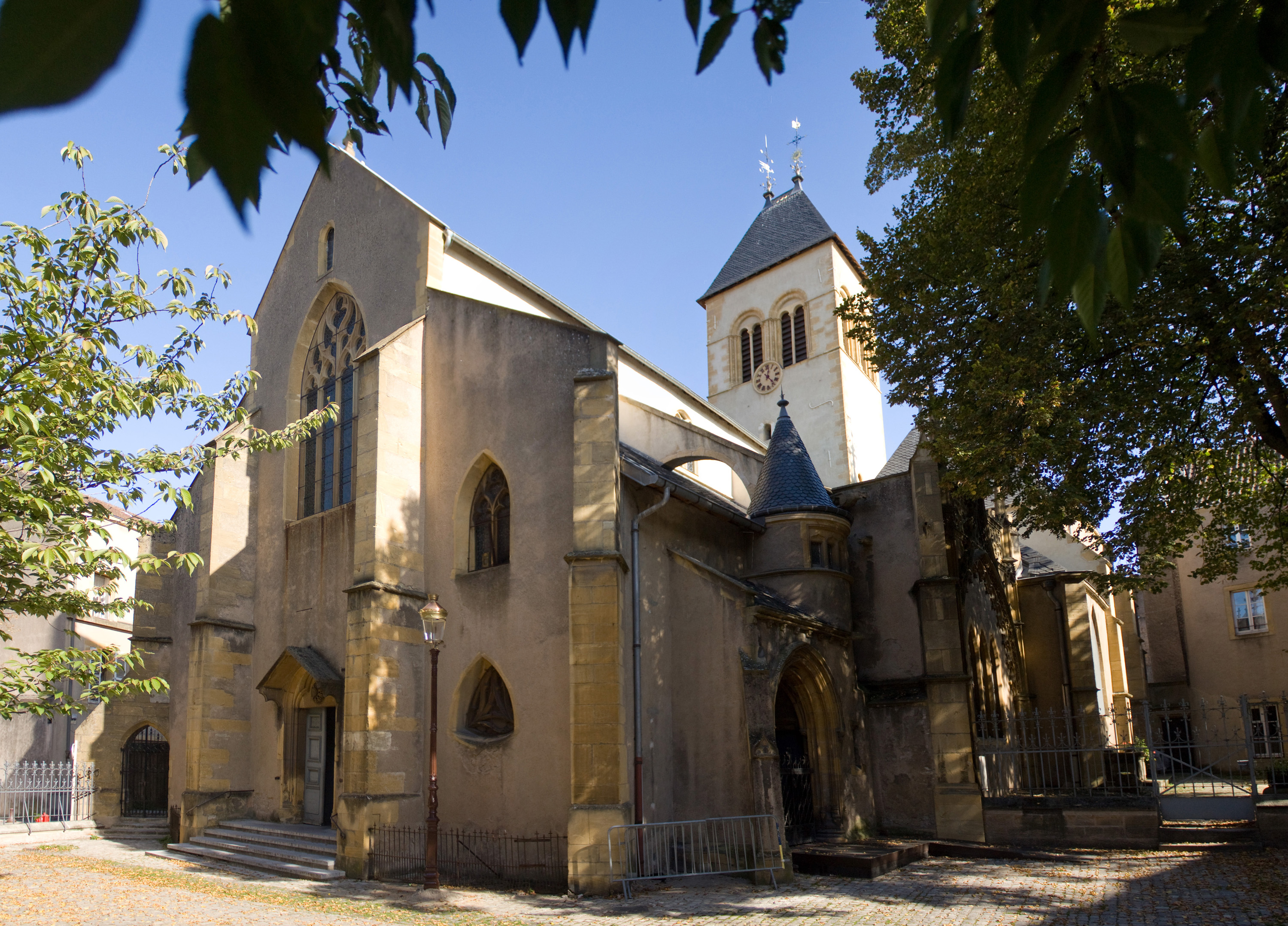
L'église Saint-Eucaire de Metz, lieu-dit du « pèlerinage à saint Blaise » où sont bénies des brioches protectrices des maux de gorge.

Son culte s'est étendu en Europe aux XIe et XIIe siècles. Effectivement, le concile d'Oxford de 1222 a défendu tout travail le jour de sa fête. Il est vénéré comme un des Quatorze saints auxiliateurs, c'est-à-dire qu'il est regardé comme particulièrement secourable, soit que son intercession auprès de Dieu soit réellement plus efficace, soit parce qu'il est plus accessible aux prières, en particulier dans les situations d'urgence. Il a donné son nom à l'Ordre arménien de Saint-Blaise et à beaucoup d'églises.
Pierre de Ronsard a écrit, en 1609, un Hymne des pères de famille à saint Blaise, dans lequel il reprend des événements relatés dans La Légende dorée :

« … Si le loup de sang ardent, Prend un mouton en sa dent, Quand du bois il sort en queste Huans tous apr̠ès la bête, Que soudain il soit recous : Je te prie, écoute-nous. … Garde poules et poussins, De renards et larcins ; Garde sauves nos avettes ; Qu'ils portent force fleurettes, Toujours en leurs petits trous ; Je te prie, écoute-nous. … »

### Italie
En Italie il est connu sous le nom de San Biagio et est le patron de plus de 120 communes.
Le 3 février, fête du saint, il est de tradition en Italie septentrionale de manger un morceau de panettone conservé depuis Noël, dans le but de protéger la gorge de tout mal.
On raconte qu'en 1298 le saint fit apparaître des flammes imaginaires au-dessus de la ville de Fiuggi, au moment même où celle-ci était sur le point d'être assiégée par les troupes pontificales. La ville, qui, à l'époque s'appelait Anticoli di Campagna, était un fief des Colonna qui à leur tour étaient en guerre contre la noble famille romaine des Caetani. L'intention des Caetani était d'attaquer le pays de deux côtés : par le bas en descendant du château de Monte Porciano et par le haut en partant de Torre Caetani ; pour exécuter leur plan ils divisèrent leurs forces.
C'est à ce moment, raconte-t-on, que le saint fit apparaître au-dessus de la ville des flammes imaginaires ; les troupes ennemies, qui se préparaient maintenant à l'attaque, crurent avoir été précédées par des forces alliées. Elles s'en allèrent donc et revinrent chez elles. Ayant appris le fait le lendemain, la population choisit comme patron pour la ville le saint du jour, saint Blaise précisément. En souvenir de cet événement, il subsiste dans le pays une ancienne tradition qui consiste à brûler de grandes piles de bois de forme pyramidale, appelées stuzze, qui doivent rappeler les flammes que le saint fit apparaître au-dessus de la ville. Cette manifestation a lieu le soir du 2 février de chaque année à l'endroit le plus élevé de la ville, devant la mairie.

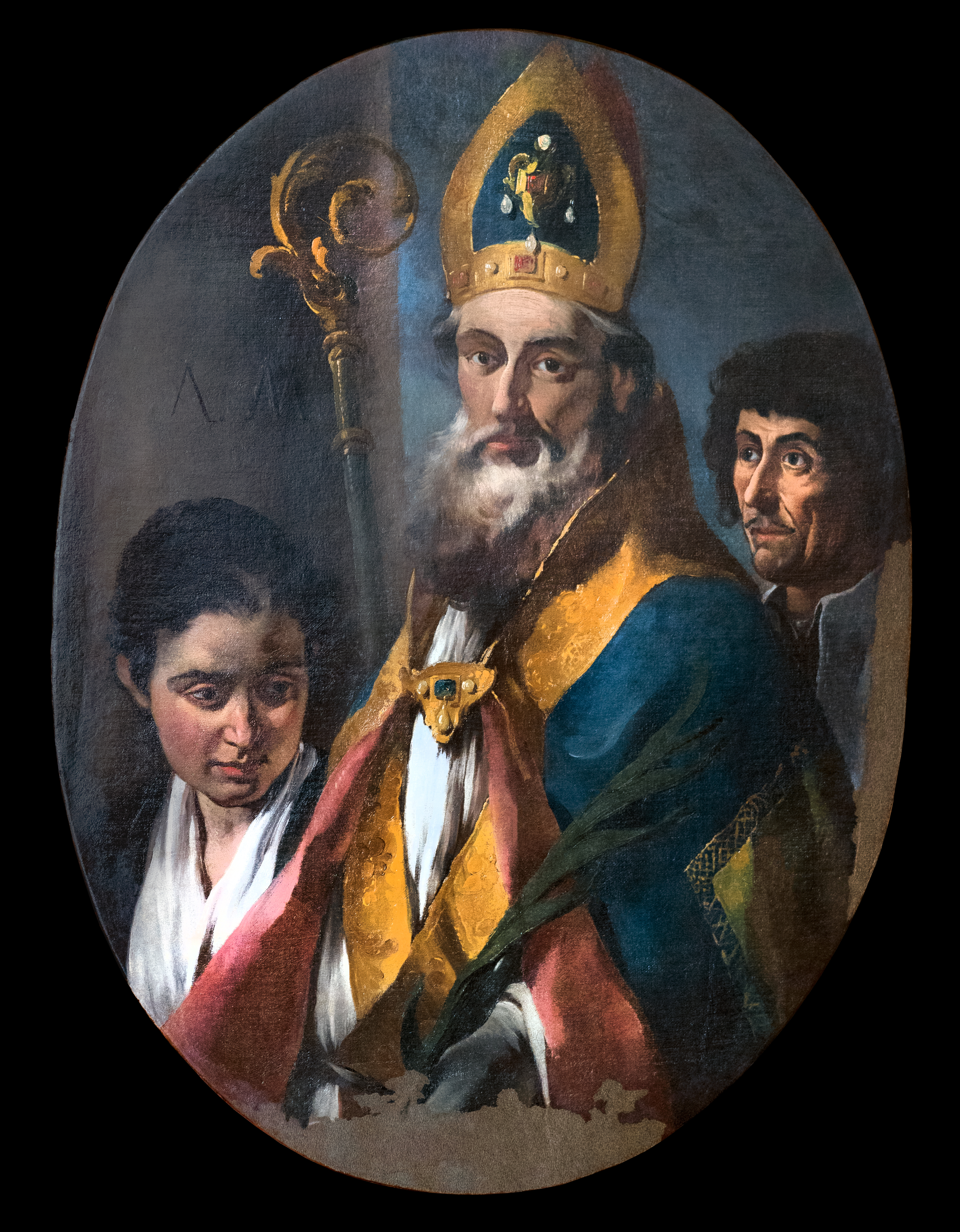
Saint Blaise, 1734 par Giambattista Tiepolo Ca' Rezzonico, Venise[8].
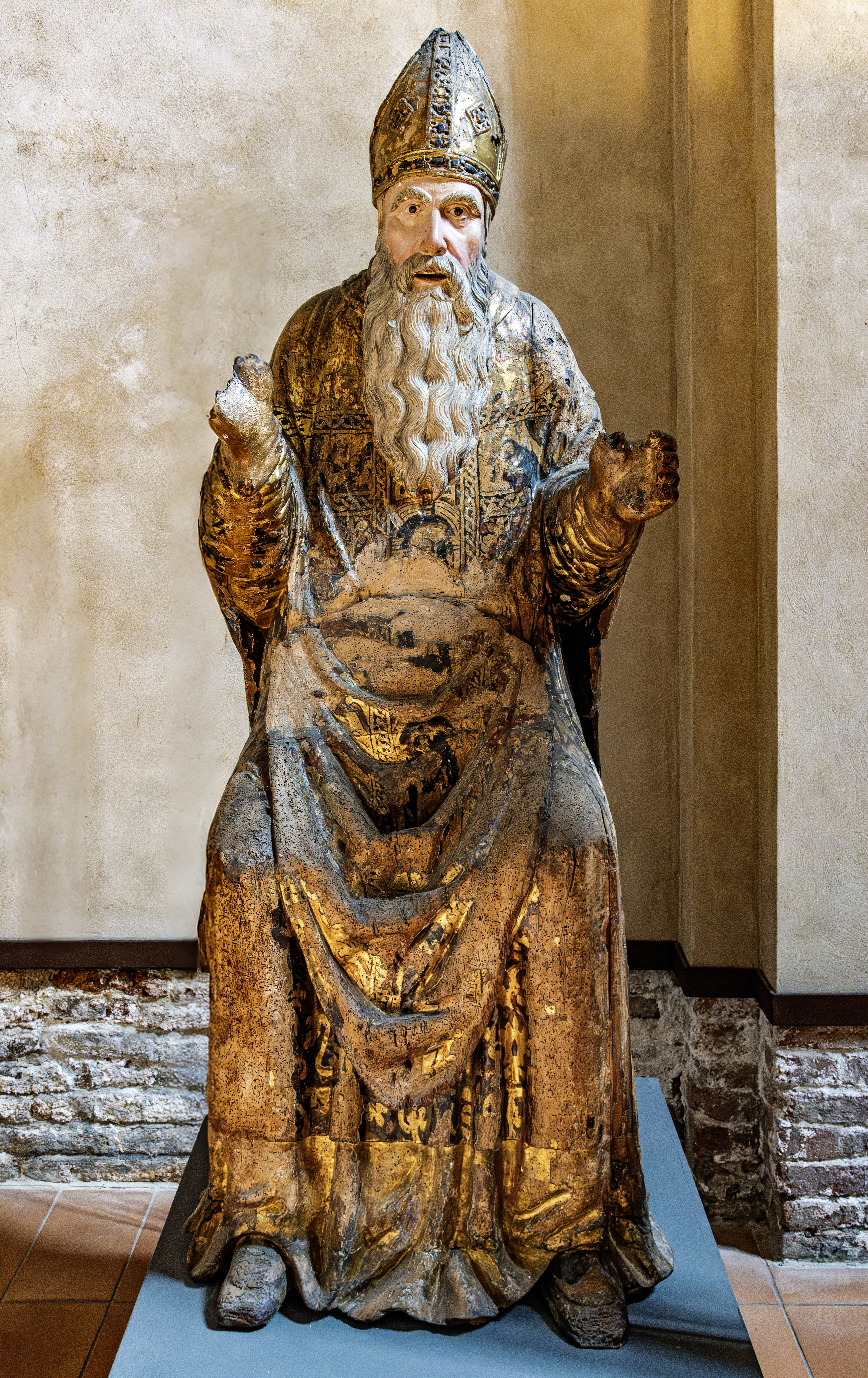
Trévise  Musée civico Sana Caterina
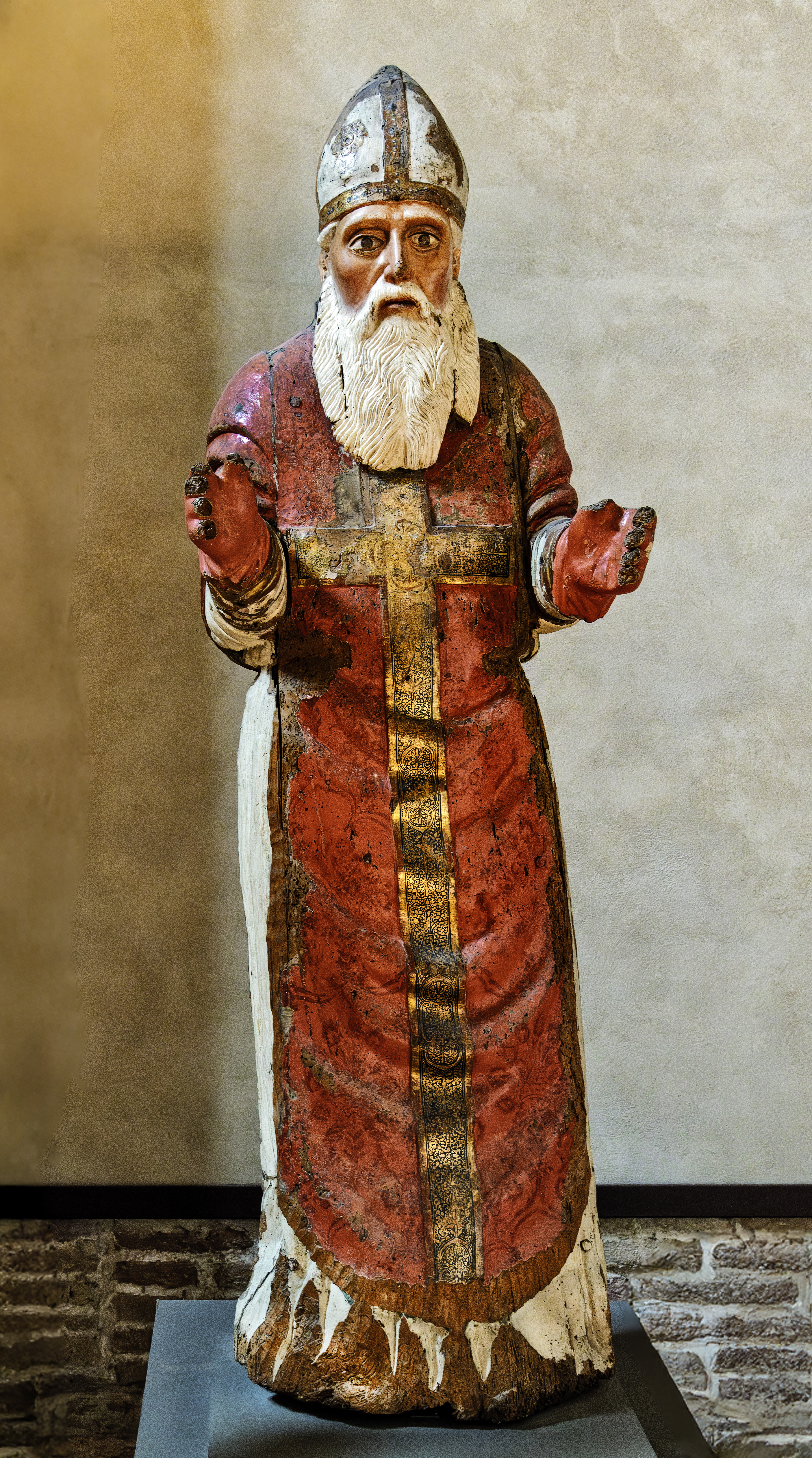
Trévise  Musée civico Sana Caterina

### Croatie

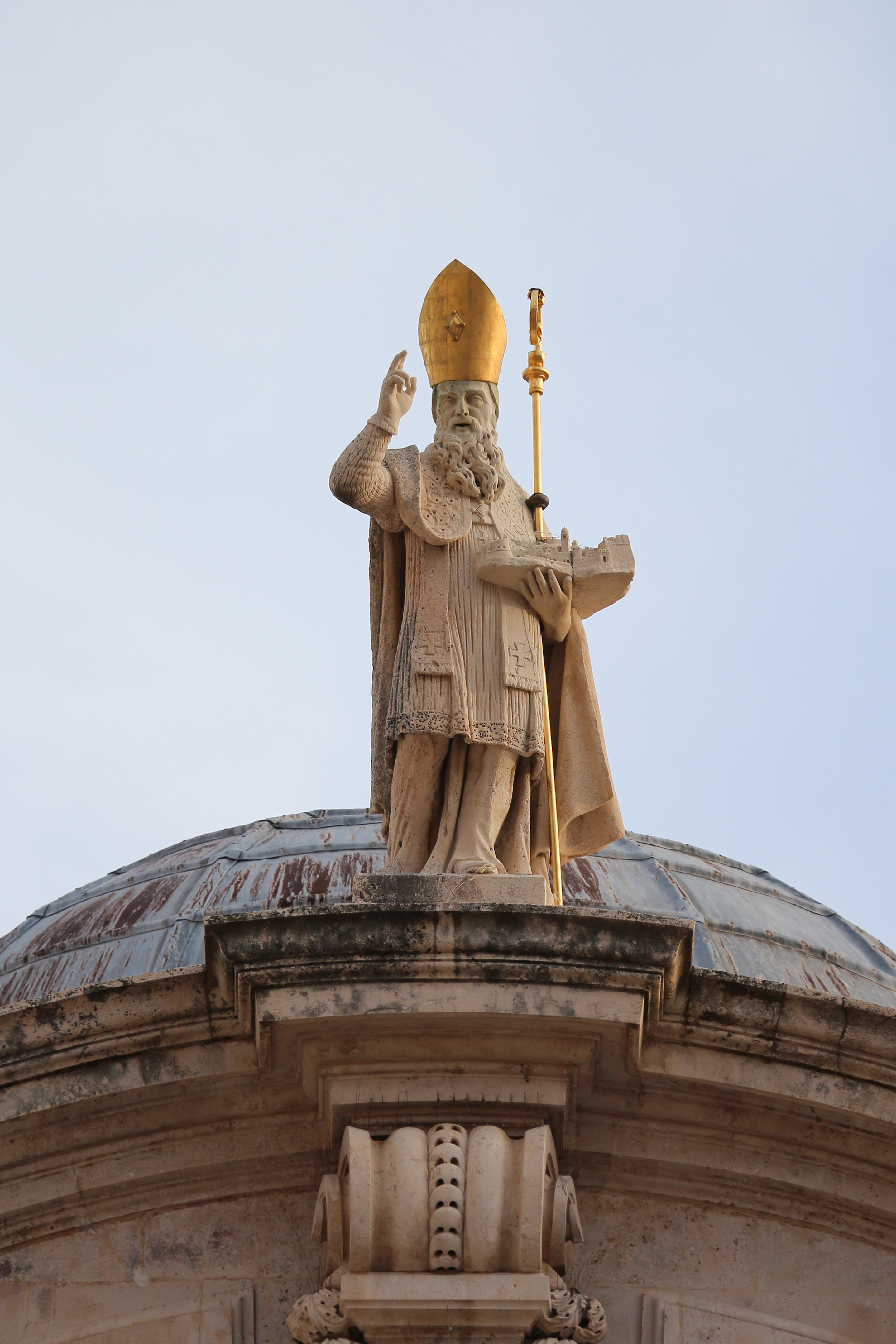
Statue de saint Blaise à Dubrovnik.

Sous le nom de Sveti Vlaho ou Sveti Blaž il est le patron de plusieurs communes dont Dubrovnik.

### Royaume-Uni
- En Cornouailles, le village de saint Blazey a été nommé d'après lui et l'église de la paroisse consacrée à saint Blaise.
- En Angleterre, aux XVIIIe et XIXe siècles, saint Blaise fut adopté comme protecteur des grandes parades données par les travailleurs de la laine particulièrement dans l'Essex, le Yorkshire, le Wiltshire et la région de Norwich. L'enthousiasme populaire pour ce saint s'explique par la conviction que Blaise avait apporté en Angleterre la prospérité (que symbolise le Woolsack) en apprenant aux Anglais à peigner la laine.
- Selon la tradition anglaise telle que la rapportent les feuillets imprimés lors de ces festivités, Blaise était venu de Jersey. Jersey était d'ailleurs un centre d'exportation de marchandises en laine (comme le témoigne le nom de jersey pour un vêtement de laine). Pourtant, cette tradition est probablement le résultat de confusion avec un saint différent, saint Blaise de Césarée (Césarée étant aussi le nom latin de Jersey).

Il existe une église dédiée à saint Blaise dans le hameau de Haccombe dans le Devon, près de Newton Abbot, et un autre à Milton près d'Abingdon dans le comté royal du Berkshire. C'est une des plus petites églises du pays ; elle se trouve à côté de la maison Haccombe qui est la maison familiale de la famille Carew, les descendants du capitaine de la Mary Rose au moment de son naufrage. Un fait curieux associé à cette église est que son curé porte le titre d'archiprêtre.
Selon les Popular Antiquities de Brand (1813), dans certaines régions de la campagne anglaise c'était une habitude d'allumer des feux dans les jardins pour la fête de la Saint-Blaise, le 3 février – coutume apparemment inspirée par la sonorité du mot blaze (incendie en anglais).

### Allemagne
Il a donné son nom à l'ancienne abbaye Saint-Blaise en Forêt-Noire.

### Espagne
Dans les pays de langue espagnole, on le connaît sous le nom de san Blas et il a donné son nom à de nombreux endroits mais aussi au héros de Victor Hugo Ruy Blas.

### France

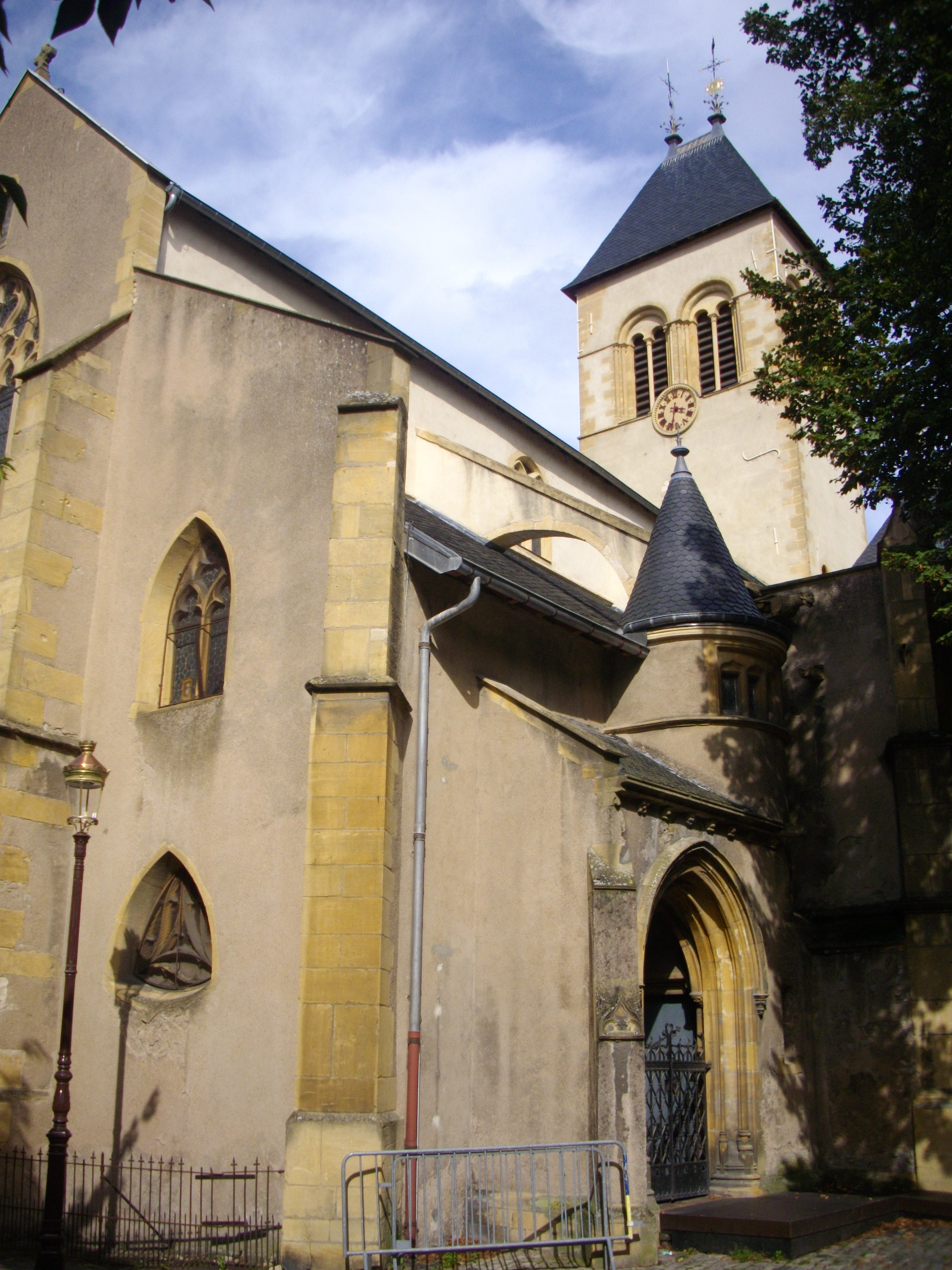
Église Saint-Eucaire (Metz).

- À Metz, en Moselle, en l'église Saint-Eucaire a lieu tous les 3 février un pèlerinage traditionnel rassemblant plusieurs milliers de fidèles, qui viennent faire bénir des petits pains briochés garnis de picots évoquant le martyre du saint. Ces petits pains bénits sont réputés guérir ou protéger des maux de gorge. À noter que les reliques de saint Blaise reposent dans l'église.
- Saint Blaise, réputé pour soigner les maux de gorge, est également vénéré en Normandie ou en Alsace - comme Blodelsheim, où le saint est le patron du village et où la coutume veut que l'on allume deux cierges bénits croisés sur la gorge du fidèle qui prie pour sa guérison - mais aussi dans la commune de Saint-Blaise en Suisse romande. Chaque année une messe lui est dédiée le 3 février avec des chants en patois dans la petite chapelle Saint-Blaise à Queyssac-les-Vignes en Corrèze.

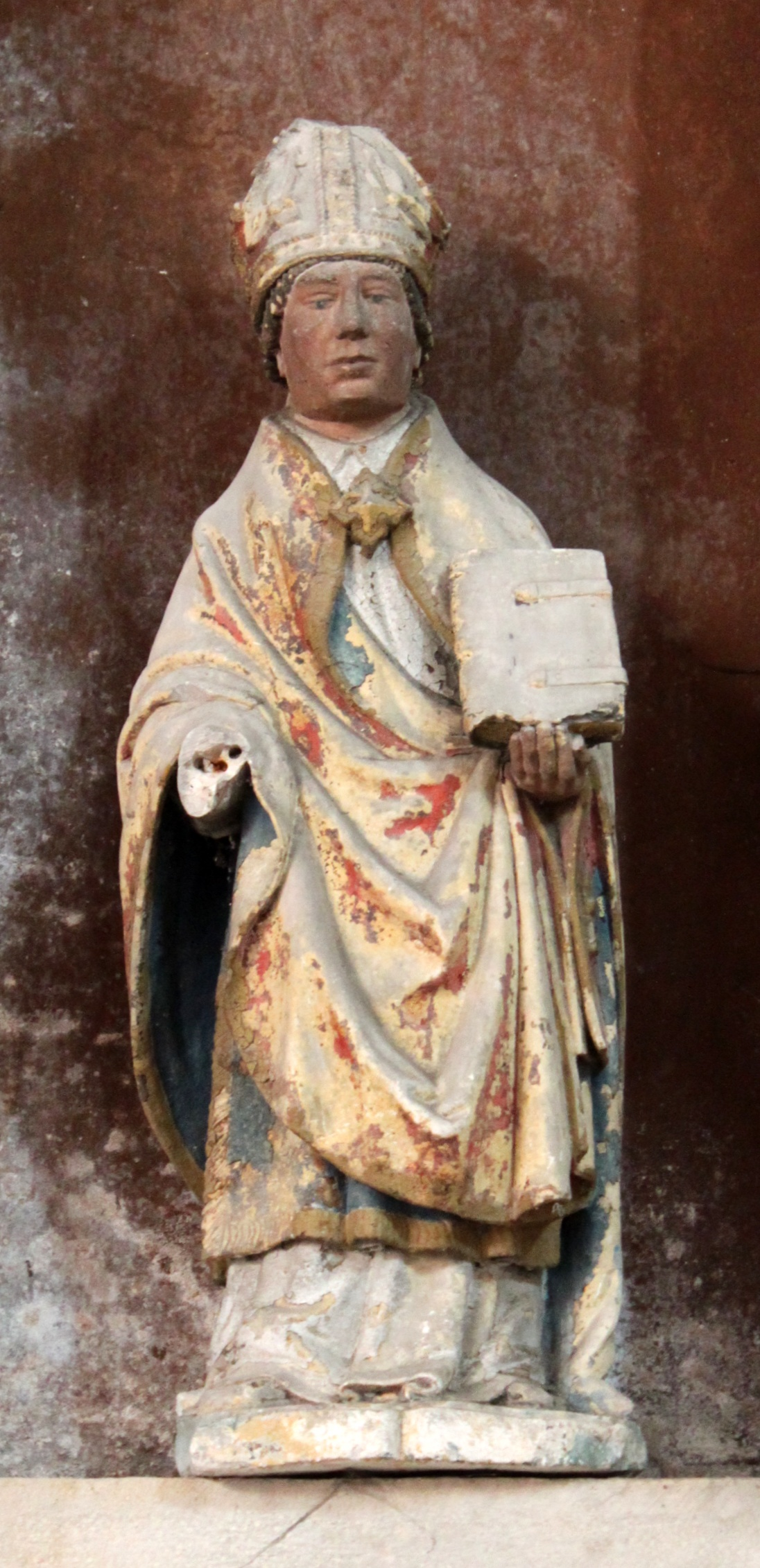
Statue de Saint Blaise (XVe siècle) à la collégiale Saint-Lazare d'Avallon.

- Saint Blaise est le patron de Pézenas qui, en sa collégiale Saint-Jean, conserve certaines de ses reliques. Chaque année il est fêté le premier week-end de février.
- Saint Blaise est aussi le saint patron de l'église de Vaux dans la Haute-Garonne en France  . L'église abrite ainsi une relique de Saint Blaise.
- Le culte de saint Blaise est aussi pratiqué tous les ans en février dans le village de Thoard, dans les Alpes-de-Haute-Provence dont il est le saint patron. Statue du XVIIIe siècle (IMH) dans l'église.
- Le culte était très actif autour de Belin en Gironde. Début décembre 1875, fin février 1876, l'église aurait offert une statue à saint Blaise pour arrêter une épidémie de diphtérie[9].
- À Belhade, on bénissait le bétail au nom de saint Blaise encore au début du XXe siècle, mais le 26 juillet date de la patronne de l'église et de la source de la commune : la sainte Anne.
- À Parentis-en-Born, on bénissait le bétail le jour de la Saint-Blaise au moins encore en 1866[10].
- Saint Blaise est le patron de Cayeux-sur-Mer. Il est fêté chaque année, au début du mois de février. Après une procession dans les rues de la ville, on bénit des cordons et des médailles qui ont la réputation de protéger celui qui les porte des maux de gorge et des oreillons pour l'année entière. La fête populaire se poursuit en musique et chansons. Autrefois, à Cayeux, la Saint-Blaise durait quatre jours et quatre nuits[11].
- À Nézel l'église, fondée en 1546, est sous le patronage de saint Blaise.
- Le chef présumé de saint Blaise était conservé à l'abbaye Saint-Michel de Doullens.
- Saint Blaise est le patron du village de Montfort-sur-Argens dans la Provence verte (Var), il est fêté chaque année en février.
- Une relique de saint Blaise est exposée dans la basilique du Sacré-Cœur de Paray-le-Monial[6]

Il y a plus de 150 références toponymiques à saint Blaise en France .

### Suisse
Dans le canton des Grisons, en Basse-Engadine, le culte de saint Blaise a été pratiqué avant que la région ne passe à la Réforme au XVe siècle. Son nom en romanche est San Plasch. L'église paroissiale réformée de Tschlin porte par exemple toujours son nom à l'heure actuelle : Baselgia da San Plasch ou Kirche San Plasch.

## Perspective mythologique et anthropologique
La Vie de saint Blaise dériverait, selon Ph. Walter, de thèmes hagiographiques christianisés qui peuvent être rapprochés de thèmes littéraires arthuriens par comparaison mythologique. Un héritage mythologique païen et commun (d’origine celtique) sert de trait d’union aux deux traditions (hagiographique et arthurienne).
Blaise (bleiz) signifie « loup » en breton et dans plusieurs langues celtiques. Or saint Blaise, dans la forêt, sait parler au loup qui paralyse les personnes qu'il rencontre, le loup Blaise guérit la gorge d'un enfant en la déliant. La vita de Merlini de Geoffroy de Monmouth présente Merlin accompagné d'un loup. En réalité, ce loup (bleizh) n'est autre que maître Blaise confident de Merlin. Merlin parle et Blaise écrit. La Légende dorée conclut sa notice du saint : Si quelqu'un réclame son patronage pour le mal de gorge il sera exaucé. Primitivement le loup Blaise lie et délie, autrement dit, possède un pouvoir de vie et mort à la fois. En ce sens il s'apparente à ce dieu lieur gaulois dont parle un historien grec du IIe siècle Lucien de Samosate : Ogmios.

### Sources et bibliographie
- Saint Blaise : Veneration without Boundaries, dir. Caleb Ives Bach (d) (USA) et Adriana Kremenjaš-Daničić (d) (Croatie), Europski Dom Dubrovnik, 2012, 128 p.
- Jacques de Voragine, La Légende dorée, Bibliothèque de la Pléiade, Gallimard, 2004, publication sous la direction d'Alain Boureau.
- Armand Tchouhadjian, Saint Blaise, évêque de Sébaste, Arménie mineure, L'Harmattan, Paris, 2004. 436 p.
- Claude Gaignebet, À plus hault sens : l'ésotérisme spirituel et charnel de Rabelais, Maisonneuve et Larose, 1986  (ISBN 270680923X et 9782706809231)